# Congleton (borough)
Congleton – były dystrykt w hrabstwie Cheshire w Anglii. W 2001 roku dystrykt liczył 90 655 mieszkańców.

## Civil parishes
- Alsager, Arclid, Betchton, Bradwall, Brereton, Church Lawton, Congleton, Cranage, Goostrey, Hassall, Holmes Chapel, Hulme Walfield, Middlewich, Moreton cum Alcumlow, Moston, Newbold Astbury, Odd Rode, Sandbach, Smallwood, Somerford Booths, Somerford, Swettenham i Twemlow[2].